# シャノン・コートネイ
シャノン・コートネイ（Shannon Courtenay、1993年7月5日 - ）は、イングランドのプロボクサー。元WBA女子世界バンタム級王者。

## 概要
2019年3月23日、Cristina Busuioc戦でプロデビューし判定勝利。
2019年6月21日、Valerija Sepetovskaを2回TKOで降し、プロ3戦目でKO勝利。
2020年8月14日、後のWBC女子世界スーパーバンタム級暫定王者であるレイチェル・ボールに判定で敗れ、プロ6戦目で初黒星。
20202年12月4日、Dorota Norekを7回TKOで降す
2021年4月10日、ロンドンにてエバニー・ブリッジスとのWBA女子世界バンタム級王座決定戦に臨み、3-0判定勝利でWBA王座獲得
2021年10月9日、リヴァプールにてジェイミー・ミッチェルを相手に初防衛戦を予定していたが、前日計量で体重超過となったため王座を剥奪され、試合も0-2判定で敗れた。
2022年12月10日、ジェマ・ルーエッグを判定で降し再起成功。

## 獲得タイトル
- WBA女子世界バンタム級王座